# 黒の栖-クロノス-
『黒の栖-クロノス-』は、2014年3月1日に『アニメミライ2014』の一作として公開されたSTUDIO 4℃制作のアニメ映画作品。

## 概要
若手アニメーター育成プロジェクトの参加作品として『アルモニ』『大きい1年生と小さな2年生』『パロルのみらい島』と共に2014年3月1日に公開された。

## あらすじ
高校生の中園真は幼い頃から「死神」が見えてしまう。
そんなある日、彼の学校に死神が現れた。
「死神」から告げられた「運命」に抗おうとする真だが・・・

## スタッフ
- 監督 - 恩田尚之
- 脚本 - 木ノ花咲
- 絵コンテ - 安彦英二、恩田尚之
- キャラクターデザイン・作画監督 - 清水保行
- 作画監督補 - 桑原幹根
- 中堅原画 - 加藤雅之、松田芳明
- 若手原画 - 清水文乃、栗原美樹、白木仁美、白井孝奈、山本祐希江、穂坂史織、石川佳祐
- 美術監督 - 柳沢裕介
- 美術設定 - 菱山徹
- CGI監督 - 野尻裕子
- 動画検査 - 梶谷睦子、加来由加里
- 色彩設計 - 成畑愛和
- 編集 - 重村健吾
- 音楽 - 石塚徹
- 音楽プロデューサー - 田井モトヨシ
- 音響演出・整音 - 笠松広司
- プロデューサー - 田中栄子、米森裕人
- アニメーション制作 - STUDIO 4℃

## キャスト
- 中園真 - 花江夏樹
- 瀬野晶 - 小野大輔
- 堀内葉月 - 大地葉
- 藤条志信 - 前野智昭
- 志村市子 - 松本夕紀